# Hofmeister-reeks
De Hofmeister-reeks of lyotropische reeks is een classificatie van ionen op volgorde van hun vermogen om de structuur van water aan te passen. De effecten van deze veranderingen zijn voor het eerst uitgewerkt door Franz Hofmeister, die de effecten van kationen en anionen op de oplosbaarheid van eiwitten bestudeerde.
Hofmeister ontdekte een reeks van zouten die consistente effecten hebben op de oplosbaarheid van eiwitten en (zo werd later ontdekt) op de stabiliteit van hun secundaire en tertiaire structuur. Anionen lijken een groter effect te hebben dan kationen en worden gewoonlijk als volgt gesorteerd:
{\displaystyle \mathrm {F^{-}\approx SO_{4}^{2-}>HPO_{4}^{2-}>CH_{3}COO^{-}>Cl^{-}>NO_{3}^{-}>Br^{-}>ClO_{3}^{-}>I^{-}>ClO_{4}^{-}>SCN^{-}} }
Dit is echter een gedeeltelijke lijst: er zijn veel meer zouten onderzocht.
De volgorde van kationen wordt gewoonlijk als volgt gegeven:
{\displaystyle \mathrm {NH_{4}^{+}>K^{+}>Na^{+}>Li^{+}>Mg^{2+}>Ca^{2+}>guanidinium} }
Het mechanisme van de Hofmeister-reeks is niet volledig duidelijk maar lijkt niet te stammen uit veranderingen in de algemene waterstructuur, maar eerder uit specifieke interacties tussen ionen en eiwitten en ionen en de watermoleculen die direct contact hebben met de eiwitten.
Vroege leden van de reeks verhogen de oppervlaktespanning van water en verminderen de oplosbaarheid van apolaire moleculen (uitzouten); ze versterken de hydrofobe interactie. Late zouten in de reeks verhogen de oplosbaarheid van apolaire moleculen (inzouten) en verhogen de orde in water; ze verzwakken het hydrofobe effect. Het uitzout-effect wordt veelal gebruikt in eiwitzuivering door middel van ammoniumsulfaatprecipitatie.
Echter, deze zouten hebben ook een directe interactie met eiwitten (welke geladen zijn en sterke dipoolmomenten hebben) en kunnen zelfs specifiek binden (bijvoorbeeld fosfaat en sulfaat die aan ribonuclease A binden). Ionen met een sterk "inzouteffect" zoals I− en SCN− zijn sterke denatureerders omdat ze de peptidegroep inzouten en dus een sterkere interactie aangaan met de uitgevouwen vorm van een eiwit dan met de oorspronkelijke vorm. Als consequentie verschuiven ze het chemisch evenwicht van de uitvouwreactie naar het ontvouwen eiwit.